# 1320 هـ
1320 هـ هي سنة في التقويم الهجري امتدت مقابلةً في التقويم الميلادي بين سنتي 1902 و1903.

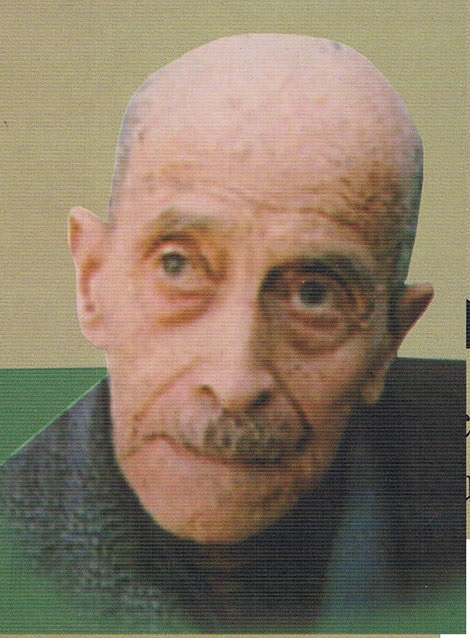
حمودة بن ساعي

## أحداث
- بدأ الملك عبد العزيز ضم المدن والقرى التي تقع جنوب نجد لأن معظم اهلها مؤيدين لأل سعود.
- تنازل الأمام عبد الرحمن بن فيصل عن الحكم لأبنه عبد العزيز آل سعود في جامع الأمام تركي بن عبد الله في الرياض.
- وصول عبد الرحمن بن فيصل إلى الرياض.
- ابن رشيد يحاول ثلاث مرات في محرم وربيع الأول وشوال من استرجاع الرياض ويفشل.

## مواليد
- الصاوي شعلان
- عبد الحسين الأميني
- الأمير سعود بن عبد الرحمن بن فيصل آل سعود توفي في عام 1402هـ.
- عبد الرحمن بن عبد العزيز بن حمد آل الشيخ
- أبو الحسن الشعراني
- أحمد بن الصديق الغماري
- إبراهيم أدهم الزهاوي
- حمودة بن ساعي
- دريني خشبة
- كنود هولمبو
- محمد تقي الشوشتري
- محمد حاتا
- محمد علي امام الشوشتري
- مهدي إلهي قمشة اي
- جمال إمامي
- كمال الدين الطائي، فقيه حنفي وصحفي عراقي.

## وفيات
- أحمد الأسترآبادي الحائري
- أحمد السمين الألباني - فقيه وعالِم وخطاط بغدادي.
- حسن بن مهنا بن صالح أبا الخيل
- حسين النوري الطبرسي
- عبد الرحمن الكواكبي
- ضويحي بن رميح
- محمد نذير حسين الدهلوي
- نذير أحمد